# Victor Delannoy

Victor Delannoy

Victor-Alphonse Delannoy (* 25. September 1825 in Lille; † 26. Oktober 1887 in Roubaix) war ein französischer Komponist, Violinist und Musikpädagoge.
Delannoy hatte am Konservatorium seiner Geburtsstadt Violinunterricht beim gleichen Lehrer wie einige Jahre vor ihm Édouard Lalo. 1849 wurde er als Erster Violinist an das Orchester des Grand Théâtre von Lille engagiert. Im Folgejahr begann er ein Studium am Conservatoire de Paris, wo Fromental Halévy sein Kompositionslehrer war.
1854 gewann er mit der Kantate Francesca da Rimini nach einem Text von Emile Baunaure hinter Adrien Barthe den Ersten Second Grand Prix de Rome. 1858 kehrte er nach Lille zurück. Dort unterrichtete er am Konservatorium zunächst Violine, 1858 übernahm er eine Klasse für Harmonielehre.
1875 ließ sich Delannoy in Roubaix nieder. Hier übernahm er die Leitung des Konservatoriums und wurde Dirigent der Grande Harmonie, für die er eine Anzahl von Harmoniemusiken komponierte. Sein bekanntester Schüler war Clément Broutin, der 1878 den Prix de Rome gewann. 
Neben den genannten Harmoniemusiken komponierte Delannoy kammermusikalische Werke und Klavierstücke, die sich in den Pariser Salons des Second Empire großer Beliebtheit erfreuten. Themen seiner Kompositionen wurden auch von anderen Komponisten wie Pierre Adam bearbeitet.
| Personendaten    | Personendaten                                        |
| ---------------- | ---------------------------------------------------- |
| NAME             | Delannoy, Victor                                     |
| ALTERNATIVNAMEN  | Delannoy, Victor-Alphonse (vollständiger Name)       |
| KURZBESCHREIBUNG | französischer Komponist, Violinist und Musikpädagoge |
| GEBURTSDATUM     | 25. September 1825                                   |
| GEBURTSORT       | Lille                                                |
| STERBEDATUM      | 26. Oktober 1887                                     |
| STERBEORT        | Roubaix                                              |